# Сен-Жермен-де-Пре (Дордонь)
Сен-Жерме́н-де-Пре (фр. Saint-Germain-des-Prés) — коммуна во Франции, находится в регионе Аквитания. Департамент — Дордонь. Входит в состав кантона Иль-Лу-Овезер. Округ коммуны — Перигё.
Код INSEE коммуны — 24417.

## География

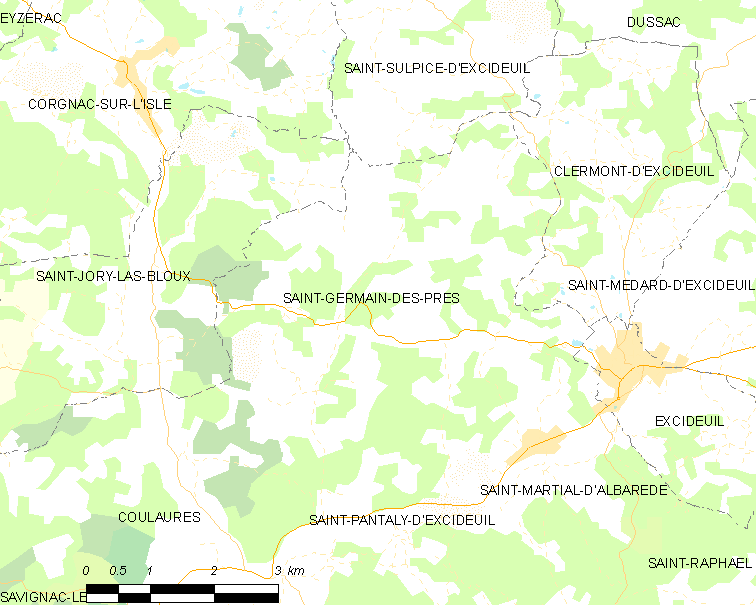
Карта коммуны

Коммуна расположена приблизительно в 410 км к югу от Парижа, в 140 км северо-восточнее Бордо, в 28 км к северо-востоку от Перигё.

### Климат
Климат умеренный океанический со средним уровнем осадков, которые выпадают преимущественно зимой. Лето здесь долгое и тёплое, однако также довольно влажное, здесь не бывает регулярных периодов летней засухи. Средняя температура января — 5 °C, июля — 18 °C. Изредка вследствие стечения неблагоприятных погодных условий может наблюдаться непродолжительная засуха или случаются поздние заморозки. Климат меняется очень часто, как в течение сезона, так и год от года.

## Население
Население коммуны на 2010 год составляло 519 человек.
| 1962 | 1968 | 1975 | 1982 | 1990 | 1999 | 2010 |
| ---- | ---- | ---- | ---- | ---- | ---- | ---- |
| 606  | 582  | 542  | 537  | 508  | 467  | 519  |

## Администрация
| Период | Период | Фамилия           | Партия       | Примечания |
| ------ | ------ | ----------------- | ------------ | ---------- |
| 2001   | 2014   | Франсуа Лакруа    | беспартийный |            |
| 2014   | 2020   | Жан-Пьер Валантен |              |            |

## Экономика
В 2010 году среди 304 человек трудоспособного возраста (15-64 лет) 216 были экономически активными, 88 — неактивными (показатель активности — 71,1 %, в 1999 году было 68,1 %). Из 216 активных жителей работали 200 человек (102 мужчины и 98 женщин), безработных было 16 (9 мужчин и 7 женщин). Среди 88 неактивных 23 человека были учениками или студентами, 44 — пенсионерами, 21 были неактивными по другим причинам.

## Фотогалерея

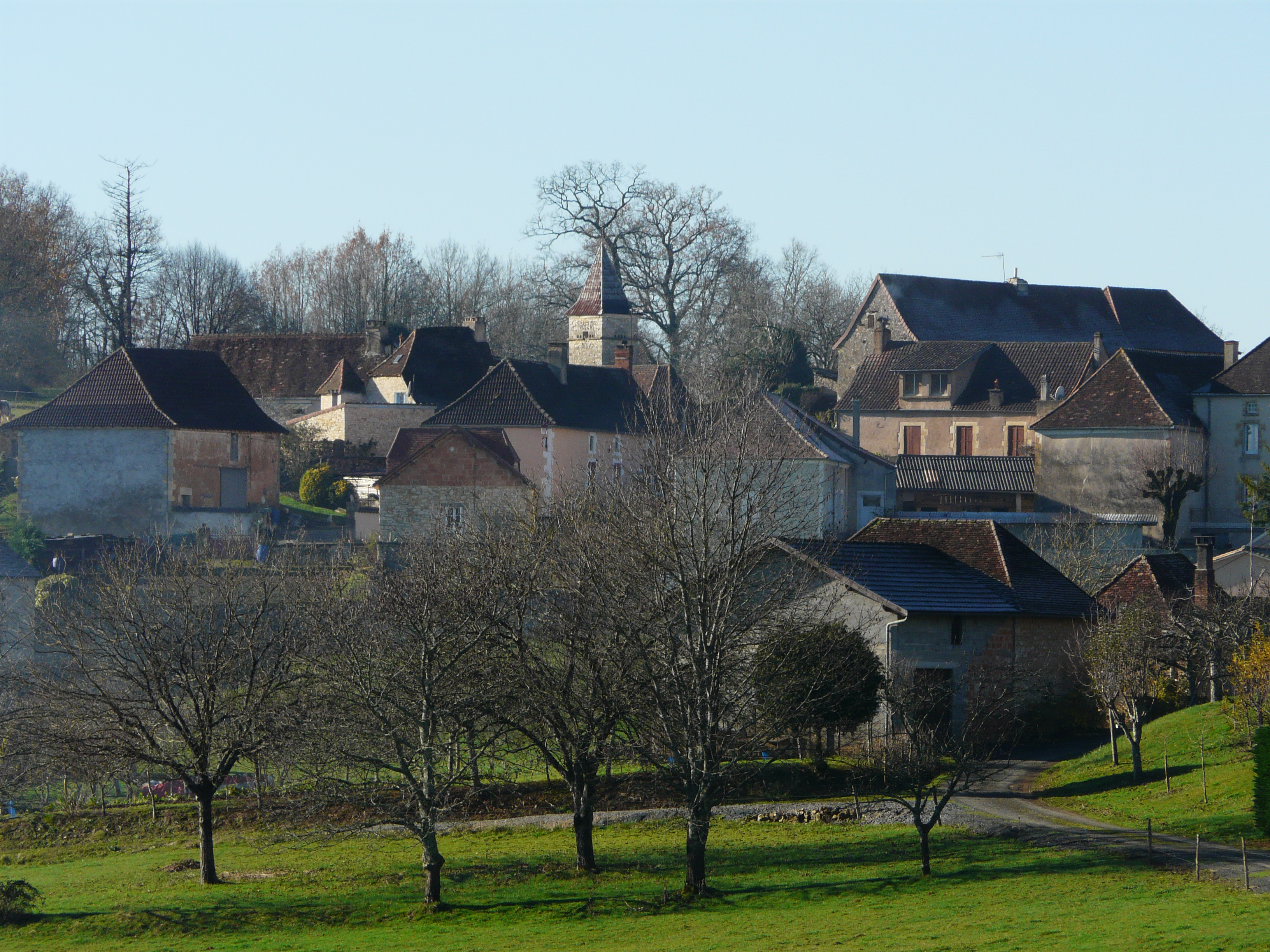
Сен-Жермен-де-Пре
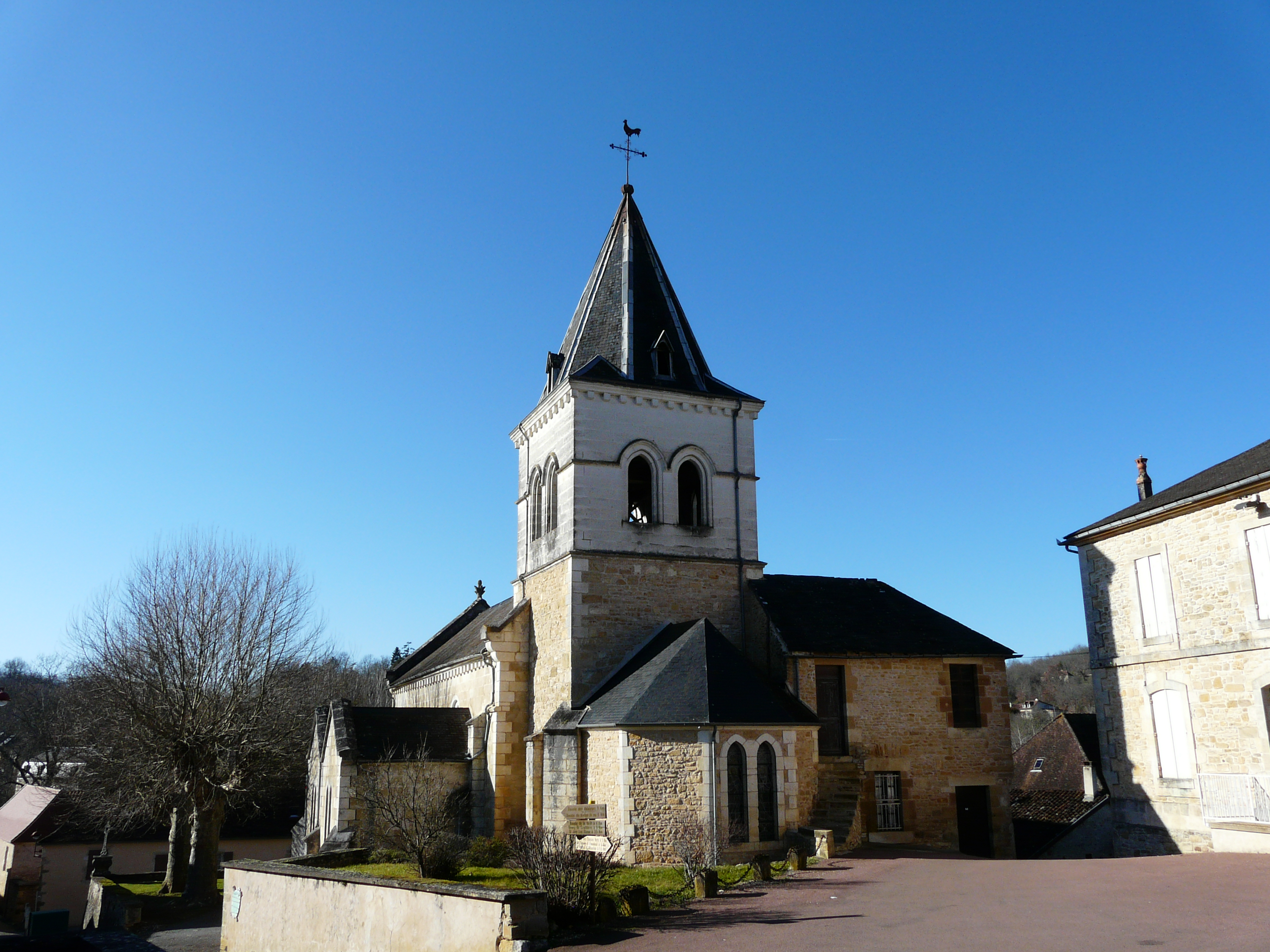
Церковь Св. Германа
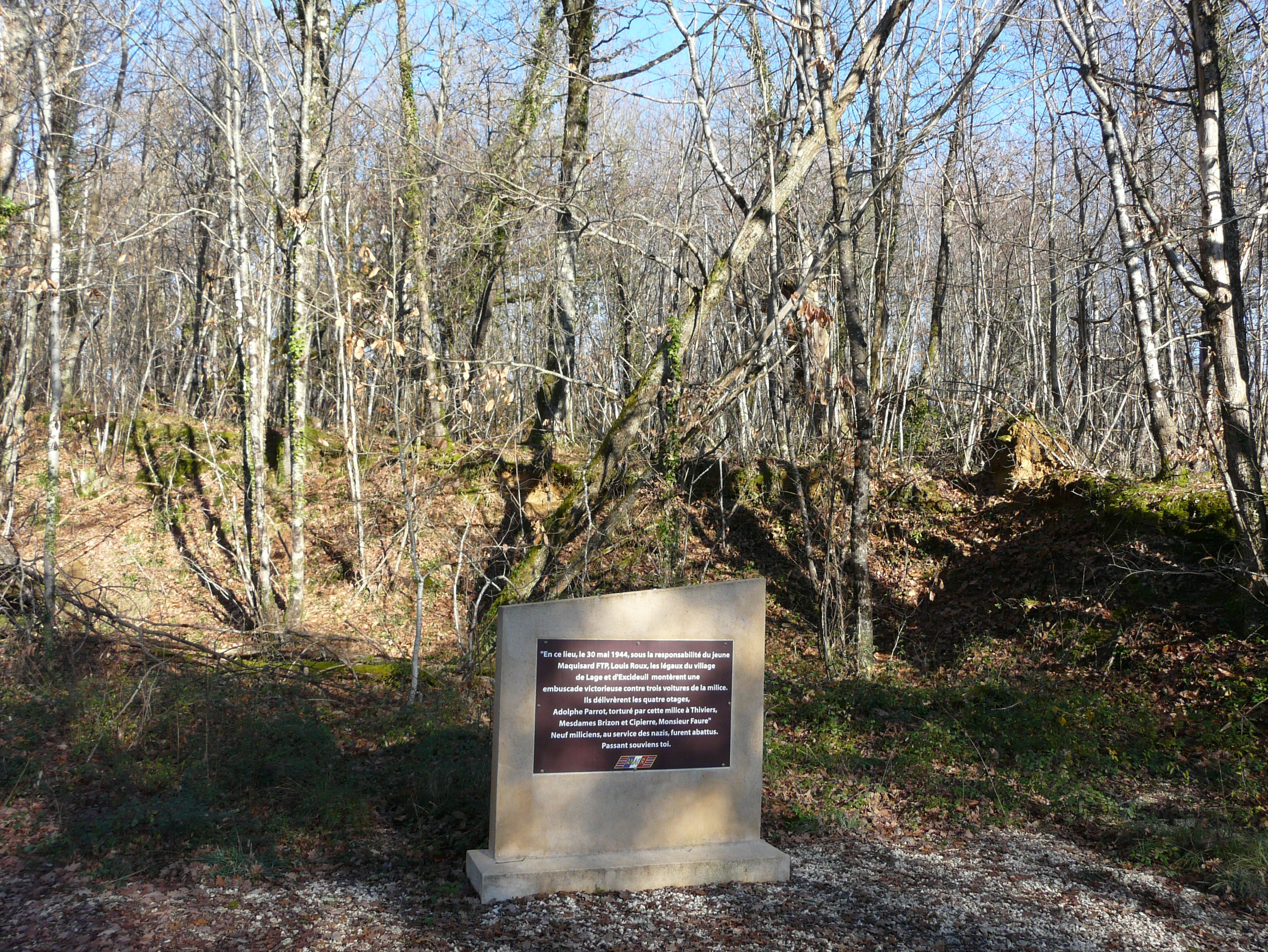
Стела